# ديف بار
ديف بار هو لاعب هوكي جليد كندي، ولد في 30 نوفمبر 1960 في تورونتو في كندا.

## وصلات خارجية
- ديف بار على موقع دوري الهوكي الوطني (الإنجليزية)
- ديف بار على موقع قاعة مشاهير الهوكي (لاعب أن.إتش.أل) (الإنجليزية)
- ديف بار على موقع EliteProspects.com (الإنجليزية)
- ديف بار على موقع Hockey-Reference.com (الإنجليزية)